# Феликс Блох
Феликс Блох (Цирих, 23. октобар 1905 — Цирих, 10. септембар 1983) био је швајцарско-амерички физичар.
Родио се у Цириху, Швајцарска где је на ЕТХ прво студирао инжењерство а затим физику. Дипломирао је 1927. године а докотрирао на Универзитету у Лајпцигу, 1928. године У Немачкој је остао до 1933. где је сарађивао са Хајзенбергом, Паулијем, Бором и Фермијем да би се 1934. године обрео у Станфорду. За време Другог светског рата радио је у Лос Аламосу на пројекту Менхетн што је напустио и прешао да ради на развоју радара на Харварду. После рата бавио се нуклеарном магнетном резонанцијом на којој се заснива магнетна резонанција, данас општепозната медицинска метода. Био је први генерални директор ЦЕРНа (1954—1955).
За откриће нуклеарне магнетне резонанције у кондензованој материји године 1952. године је поделио Нобелову награду за физику са Парселом.